# Elaver richardi
Elaver richardi là một loài nhện trong họ Clubionidae.
Loài này thuộc chi Elaver. Elaver richardi được Willis J. Gertsch miêu tả năm 1941.